# Serdab
Serdab (perzijsko سرداب) dobesedno pomeni "hladna voda"; beseda je bila prevzeta iz arabščine za "klet", je starodavna egipčanska grobna struktura, ki so jo uporabljali kot komoro za dušo Ka, kip umrlega posameznika. Uporabljala se je v starem kraljestvu. To je bila zaprta komora z majhno režo ali odprtino, da se je duša umrlega lahko prosto gibala. Te luknje so prepuščale tudi vonje daril, prinesenih kipu. 
Beseda serdab se uporablja tudi za vrsto okrasa komore v mnogih piramidah.  Zaradi pomanjkanja napisov je bilo nemogoče določiti obredno vlogo te komore, vendar veliko egiptologov meni, da je to prostor za shranjevanje, podoben podzemnim skladiščem v zasebnih in kraljevih grobnicah 2. dinastije.  To je najlažje prepoznati po položaju v vzhodnem koncu piramidnih notranjih sistemov prostorov in treh niš v zunanji steni. Najzgodnejši serdab  je v Mikerinovi piramidi, vendar je ob vladanju faraona Džedkara Isesija postala del standardne postavitve piramide.
Na splošno serdaba niso krasili; je le okoli osem izjem iz obdobja 6. dinastije.

## Kje je bil
V kraljevih grobnicah ga ni bilo, razen na severu piramidnega Džoserjevega templja v Sakari z njegovim sedečim kipom, ki je zdaj v Kairu.
Večinoma so ga uporabljali v mastabah, a so ga našli tudi v nekaterih skalnih grobovih, v  grobnicah v nekropoli v Gizi (400 grobov) in Sakari, je pa tudi v krajih Abusir, Dahšur, Meidum, Abu Ravaš, Dešaša, Meir, Kau Al Kabir, Abidos, Dendera, Elkab, Edfu in Asuan. 